# Benjamin List
Benjamin List (11 de gener de 1968, Frankfurt) és un químic alemany professor de la Universitat de Colònia i de l'Institut Max Planck per a la Investigació del Carbó. Va ser un dels principals desenvolupadors de l'organocatalisi, un mètode per accelerar les reaccions químiques i fer-les més eficients. Va compartir el premi Nobel de química del 2021 amb David MacMillan "pel desenvolupament de l'organocatalisi asimètrica".

## Inicis
Benjamin "Ben" List prové d'una família de classe alta a Frankfurt. És besnét del nefròleg Franz Volhard i també besnét del químic Jacob Volhard. És nebot (fill d'una germana) de Christiane Nüsslein-Volhard, que va rebre el Premi Nobel de Fisiologia o Medicina l'any 1995.
Des de la seva infantesa sempre ha passat estius al nucli de La Selleta, a Alcanar.
List està casat i té dos fills. Ell i la seva família van sobreviure al tsunami del 26 de desembre de 2004 a Khao Lak, Tailàndia.
List és un fan de l'equip de futbol de l'Eintracht de Frankfurt.

## Vida acadèmica
List va obtenir el títol de llicenciatura (en alemany Diplom) en química l'any 1993 a la Universitat Lliure de Berlín i posteriorment va obtenir el doctorat el 1997 a la Universitat Goethe de Frankfurt. La seva tesi doctoral es va titular Synthese eines Vitamin B 12 Semicorrins (Síntesi d'una vitamina B₁₂ semicorrina), i va ser assessorada per Johann Mulzer.
És professor de la Universitat de Colònia i director i professor de l'Institut Max Planck per a la Investigació del Carbó. També és investigador principal a l'Institut de Disseny i Descobriment de Reaccions Químiques de la Universitat de Hokkaido.
A data d'octubre de 2021 té un índex h de 95 segons Google Scholar.
El 6 d'octubre de 2021, va rebre el Premi Nobel de Química, conjuntament amb David MacMillan, "pel desenvolupament de l'organocatalisi asimètrica".

### Premis i honors
- 1994 NaFoG-Award de la ciutat de Berlin
- 1997 Feodor-Lynen Fellowship de la Alexander von Humboldt Foundation
- 2000 Synthesis-Synlett Journal Award,
- 2003 Carl-Duisberg-Memorial Award de la German Chemical Society
- 2004 Degussa Prize for Chiral Chemistry
- 2004 Lecturer’s Award of the Fonds der Chemischen Industrie
- 2004 Lieseberg-Prize de la Universitat de Heidelberg
- 2005 AstraZeneca European Lectureship, the Society of Synthetic Chemistry, Japó
- 2005 Lectureship Award
- 2005 Novartis Young Investigator Award
- 2006 JSPS Fellowship Award of Japan
- 2007 AstraZeneca Award in Organic Chemistry
- 2007 Award of the Fonds der Chemischen Industrie
- 2007 OBC-Lecture Award
- 2008 Visiting Professor a la Universitat de Sungkyunkwan, Corea
- 2009 Boehringer-Ingelheim Lectureship, Canadà
- 2009 Organic Reactions Lectureship, EUA
- 2009 Thomson Reuters Citation Laureate
- 2011 Boehringer-Ingelheim Lectureship, Universitat Harvard, EUA
- 2011 ERC Advanced Grant
- 2012 Novartis Chemistry Lectureship Award
- 2012 Otto-Bayer-Preis
- 2013 Horst-Pracejus-Preis
- 2013 Mukaiyama Award
- 2013 Ruhrpreis, Mülheim, Alemanya
- 2014 Cope Scholar Award, EUA
- 2014 Thomson Reuters Highly Cited Researcher
- 2015 Carl Shipp Marvel Lectures, University of Illinois at Urbana-Champaign, EUA
- 2016 Gottfried Wilhelm Leibniz Prize
- 2017 Prof. U. R. Ghatak Endowment Lecture, Kolkata, Índia
- 2017 Ta-shue Chou Lectureship, Institute of Chemistry, Academia Sinica, Taipei, Taiwan
- 2018 Member de la German National Academy of Sciences Leopoldina
- 2019 Herbert C. Brown Lecture, Universitat de Purdue, Indiana, EUA
- 2021 Premi Nobel en Química
- 2022 Herbert C. Brown Award